# Eudoxiu de Hurmuzachi
Il barone Eudoxiu de Hurmuzachi, in tedesco  Eudoxius von Hormuzaki, (Čornivka, 29 settembre 1812 – Černivci, 10 febbraio 1874), è stato un politico e storico romeno.

## Biografia

### I primi anni
Hurmuzachi nacque in una famiglia dell'antica aristocrazia della Bucovina, figlio secondogenito di Doxache Hurmuzachi, venendo alla luce nella residenza di famiglia di Cernăuca (oggi Čornivka, in Ucraina). Suo padre era solito offrire rifugio ai perseguitati politici rumeni della Transilvania, indebitandosi notevolmente per questo.
Assieme ai suoi fratelli, Eudoxiu divenne una delle figure principali del Risveglio nazionale rumeno in Bucovina.

### Attività

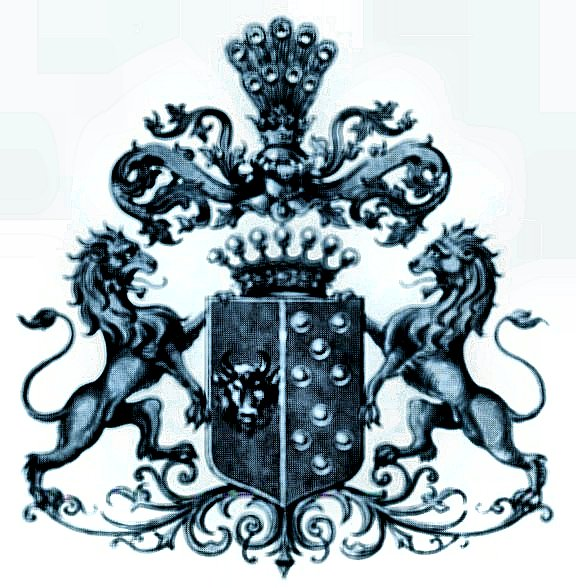
Stemma di Eudoxiu de Hurmuzachi

Hurmuzachi si recò a Vienna ancora giovane per studiare storia; qui prese parte agli eventi del 1848 e decise di interrompere i propri studi. Tornato in patria, prese parte al movimento per introdurre la lingua rumena all'Istituto Teologico di Czernowitz (oggi Černivci, Ucraina; conosciuta come Cernăuți durante il dominio rumeno), ed introdusse il corso di letteratura e lingua rumena all'Istituto di Studi Filosofici di Czernowitz.
Nel 1849, chiese con una petizione all'imperatore austriaco di trasformare la Bucovina in ducato della Corona, con eguali diritti agli altri regni che componevano l'Impero austriaco; la petizione venne accettata. Contribuì alla petizione scrivendo articoli per il giornale locale di Cernăuți dal 1848 al 1850. Dopo un dibattito politico, tornò a Vienna per completare i suoi studi. A quel tempo, gli abitanti attorno a Câmpulung Moldovenesc gli chiesero di fare delle ricerche per far valere i diritti su terre a loro confiscate. Egli riuscì nell'intento e il popolo di Câmpulung gli eresse un piccolo monumento in pietra come segno di gratitudine.
Nel 1861, venne eletto come rappresentante sia alla Dieta della Bucovina sia al Parlamento imperiale di Vienna. Nel 1860, quando la Bucovina venne incorporata alla Galizia, egli chiese con successo all'imperatore e ai ministri di ristabilire l'autonomia della provincia. L'imperatore quindi lo nominò governatore della Bucovina nel 1864. Un decreto imperiale gli garantì il titolo di barone.
Il 2 agosto 1872 divenne membro dell'Accademia romena.
Nella sua carriera di storico collezionò e pubblicò 12 volumi di documenti storici.